# Zăpodea (okręg Harghita)
Zăpodea – wieś w Rumunii, w okręgu Harghita, w gminie Gălăuțaș. W 2011 roku liczyła 11 mieszkańców.